# The Vectors (album)
The Vectors è l'album  di debutto del gruppo hardcore punk svedese The Vectors, pubblicato nel 1998 dalla New Lifeshark Records.

## Tracce
1. Straitjacket
2. One or None
3. Adolf Hitler Stroll
4. Inconsiderate Requests
5. Brave New Science
6. The Message
7. I Hate You
8. On Your Knees
9. Where D'ya Go?
10. Quit Your Job
11. Ice Cold War
12. Fuck Punk Rock
13. You Can't Grind Us Down

## Formazione
- Karl Backman - voce, chitarra
- Pelle Backman - voce, basso
- Jens Nordén - batteria